# 國家展覽中心
國家展覽中心（英語：National Exhibition Centre、縮寫：NEC）是位於英格蘭西密德蘭郡索利哈爾馬斯頓格林的展覽中心。它靠近M42高速公路交叉口6，毗鄰伯明罕機場和伯明罕國際火車站。中心於1976年由伊莉莎白二世宣布開幕。

## NEC集團
NEC集團的母公司擁有並經營位於伯明翰市中心的Utilita伯明罕體育館和ICC伯明罕，以及位於The NEC site的名勝世界體育館。伯明罕市議會於2014年將NEC集團掛牌出售。在篩選出三名收購該集團的競爭者後，2015年1月以3.07億英鎊的價格將集團出售給駿懋銀行集團的私募股權部門Lloyds Development Capital。2018年10月黑石集團以8億英鎊向Lloyds Development Capital收購該集團。

## 外部連結
- 官方网站
- The NEC Birmingham Business event calendar （页面存档备份，存于）